# Jan Dop
Jan Dop est un monteur, surtout connu pour son travail sur le film Mira.

## Filmographie
- 1970 : The Past That Lives, documentaire
- 1971 : Mira
- 1972 : João en het mes
- 1972 : Woensdag
- 1975 : L'Année du cancer (Het Jaar van de Kreeft) de Herbert Curiel[1]
- 1975 : Le secret de la vie
- 1975 : Zwaarmoedige verhalen voor bij de centrale verwarming
- 1976 : Alle dagen feest
- 1978 : De platte jungle, documentaire
- 1979 : Kasper in de onderwereld
- 1979 : The Factory, documentaire
- 1979 : Tiro
- 1980 : De meester en de Reus
- 1981 : Sempre più difficile
- 1982 : Het theater van het geheugen
- 1982 : Pour qui vote l'oxygène?
- 1983 : De tijd, documentaire
- 1985 : La terra in due, documentaire
- 1985 : Soldaten zonder geweren
- 1986 : I Love Dollars
- 1987 : Het rode huis, documentaire
- 1987 : Zjoek: De kunst van het vergeten
- 1988 : Het oog boven de put, documentaire
- 1989 : Ongedaan gedaan
- 1990 : Ghatak, documentaire, court-métrage
- 1990 : Opstand in Sobibor, documentaire
- 1990 : Wij houden zo van Julio
- 1991 : De zee in een fles, documentaire
- 1991 : Face Value, documentaire
- 1991 : Mama Calle, documentaire
- 1992 : Heimwee naar de dood, documentaire
- 1993 : Bewogen koper
- 1994 : Volharding, documentaire
- 1995 : De schaduwlopers
- 1995 : Screen-Play for Three, court-métrage
- 1996 : Off Mineur, téléfilm
- 1996 : Velo negro, documentaire
- 1997 : Call It Sleep, documentaire
- 1997 : Dakvorst, court-métrage
- 1997 : Poldermol
- 1998 : Blazen tot honderd
- 1998 : Het leven een feest - Het leven dat wij droomden, documentaire, court-métrage
- 1998 : Rivièra hotel, documentaire
- 2000 : De zee die denkt
- 2001 : De vervalsing, documentaire TV
- 2001 : Schuiven & schoffelen, documentaire TV
- 2002 : De staart van de leeuw, documentaire
- 2002 : La balsa de piedra
- 2004 : Echoes of War, documentaire
- 2009 : Shylock